# ヴィットーリオ・エマヌエーレ3世

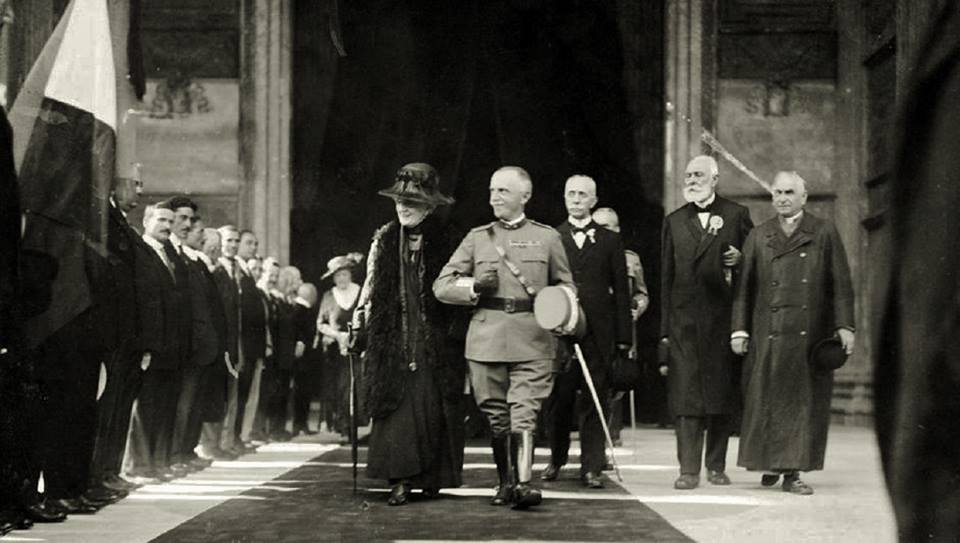
父ウンベルト1世の追悼ミサで母のマルゲリータ王太后とともに参列するヴィットーリオ・エマヌエーレ3世（1924年　ローマ）

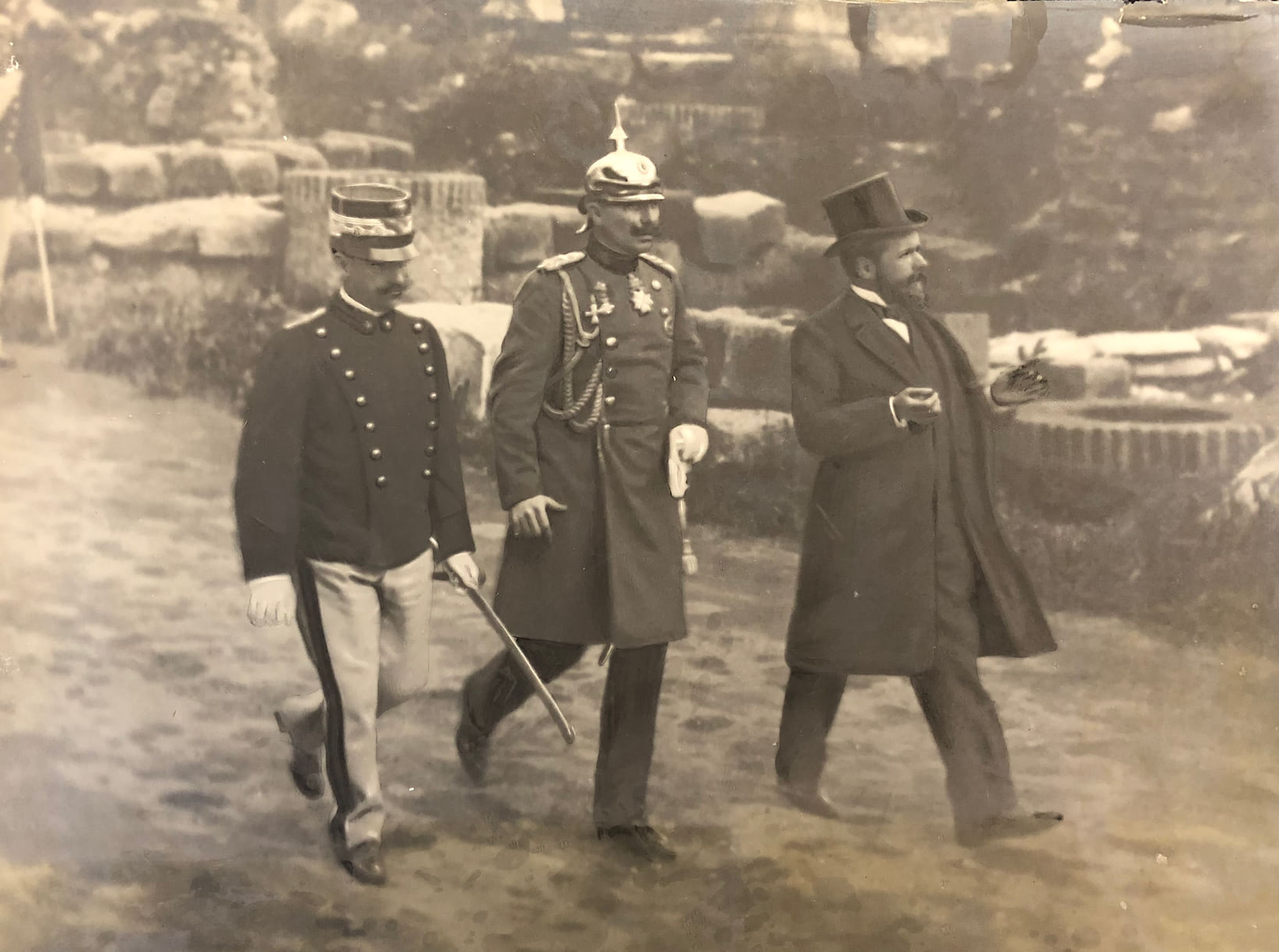
ドイツ皇帝ウィルヘルム2世と（1902）

ヴィットーリオ・エマヌエーレ3世（Vittorio Emanuele III, 1869年11月11日 - 1947年12月28日）は、サヴォイア朝の第3代イタリア国王（在位：1900年 - 1946年）、初代エチオピア皇帝（在位：1936年 - 1943年）、初代アルバニア国王（在位：1939年 - 1943年）、モンテネグロ摂政（在位：1941年 - 1943年）。軍事上の称号としては大元帥（1938年-1946年）を用いた。
儀礼称号にエルサレム王、キリキア・ アルメニア王、聖アヌンツィアータ騎士団総長、聖マウリッツィオ・ラザロ騎士団総長、ガーター騎士団団員、マルタ騎士団団員、金羊毛騎士団団員がある。
イタリア王国の君主として大権を揮い、46年間という長期間の在位を通じてサヴォイア家の歴代当主の中でも特筆すべき治世を遺した。第一次世界大戦、第二次世界大戦の双方で主要参戦国の国家指導者として影響を与え、後者に関してはファシズム運動を率いるベニート・ムッソリーニによる全体主義体制とも密接な協力関係を構築した。イタリア国王以外にエチオピア皇帝、アルバニア国王、モンテネグロ国王、クロアチア国王などの王位称号をサヴォイア家の権利とし、イタリア植民地帝国の版図を最も拡大したが、第二次世界大戦後半にムッソリーニを放逐して枢軸国から離脱して連合国陣営に与した。終戦後、国民投票によって王政が廃止されたことからエジプト王国へ亡命した。

## 生涯

### 生い立ち

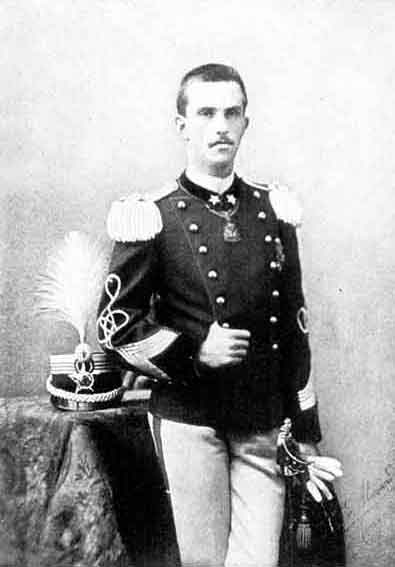
王太子時代の写真

1869年11月11日、第2代イタリア王ウンベルト1世とその妃であるジェノヴァ公女マルゲリータの第一王子としてナポリの王領で生まれ、ヴィットーリオ・エマヌエーレ・フェルディナンド・マリーア・ジェンナーロ・ディ・サヴォイア（Vittorio Emanuele Ferdinando Maria Gennaro di Savoia）と名付けられた。父から初代国王である祖父ヴィットーリオ・エマヌエーレ2世の名を冠したヴィットーリオ・エマヌエーレの名を与えられ、王太子称号としてはサヴォイア家が伝統的に法定推定相続人の爵位としてきたピエモンテ公ではなく、新設されたナポリ公（Principe di Napoli）に授爵された。イタリア統一（リソルジメント）の大義を強調する意味合いがあったものと推測されている。
ヴィットーリオは当時のヨーロッパ人としてはかなり小柄な体格で知られており、国民の平均身長を大きく下回る153cm程度であったという。ちなみに甥のアオスタ公アメデーオは198cmであったため、大柄な風貌で知られたこの甥と対照的な、サヴォイア家の中でも「低い背丈の当主」として知られていた。ヴィットーリオもこのことにコンプレックスを感じており、反動から周囲に対して無愛想な気難しい性格に育った。この体格には母マルゲリータが病弱であった事に加え、祖父母と両親が共にサヴォイア家の同族で二代続けて従兄妹婚を通じた血統である事が影響した可能性もある。
ナポリ公の授爵だけでなく、幼少期をイタリア北部や中部ではなく南部で過ごしており、士官学校に進む際にも旧サルデーニャ王国が設立したトリノ陸軍士官学校（現モデナ陸軍士官学校ではなく、旧ナポリ王国時代からの歴史を持つヌンツィアテッラ陸軍士官学校で学んでいる。父ウンベルト1世は統一後もピエモンテ式に馴染めない南イタリアの臣民とサヴォイア家との信頼構築を息子に託していた。1896年10月24日、25歳の時に近隣国モンテネグロ王国の第五王女イェレナ・ペトロヴィチ＝ニェゴシュと結婚した。結婚に際して、イェレナはモンテネグロ正教会からローマ・カトリックに改宗しており、夫婦仲も良好で跡継ぎのウンベルト2世を含む1男4女を儲けた。

### 統治初期

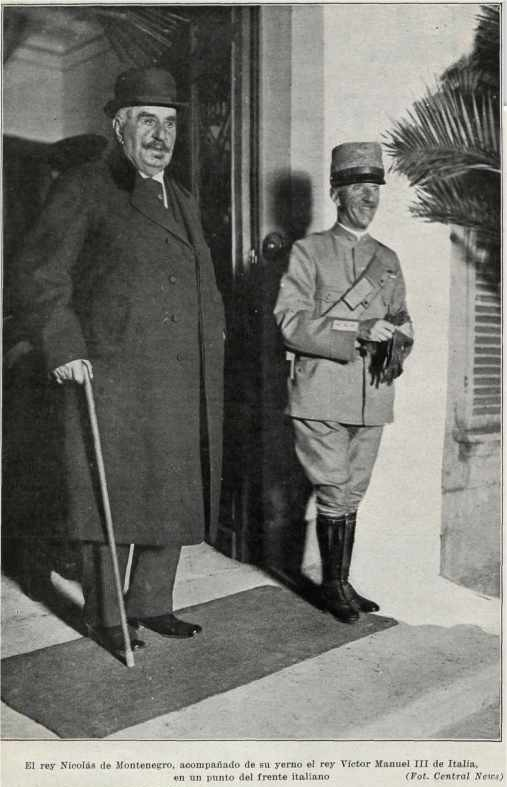
モンテネグロ国王ニコラ1世(左）と（1914年）

1900年7月29日、父ウンベルト1世が無政府主義者によって暗殺され、30歳で祖父の名を引き継いでヴィットーリオ・エマヌエーレ3世（Vittorio Emanuele III di Savoia）として即位する事となり、王太子妃であったイェレナもイタリア王妃エレナとなった。ウンベルト1世は遺言として「覚えておけ、王に必要なことはどのように馬に乗り、新聞を読み、署名を行うかということだけだ」と言い残したという。君臨すれども統治せずという立憲君主としての精神を説いた遺言に従い、青年期は政治的な事柄に関わることを積極的に避けていたと言われている。また父が無政府主義者に暗殺された事実を受け止めた上で、自由主義的な憲法の制定に前向きな姿勢を見せるなど、穏健な君主として振舞った。議会運営では老獪な政治家であるジョヴァンニ・ジョリッティを重用し、幾度も首相職を務めさせている。
しかし建国以来、イタリア国王は議会に対して解散権や組閣権など極めて強力な権限を持ち、その気になれば何時でも親政を行える余地を残していた。加えてヴィットーリオ・エマヌエーレ自身も1900年から1922年にかけての政治の不安定化を前に、議会政治に次第に強い反感を抱いていくようになり、後年の強権的な君主としての部分を現し始めていった。

### 第一次世界大戦

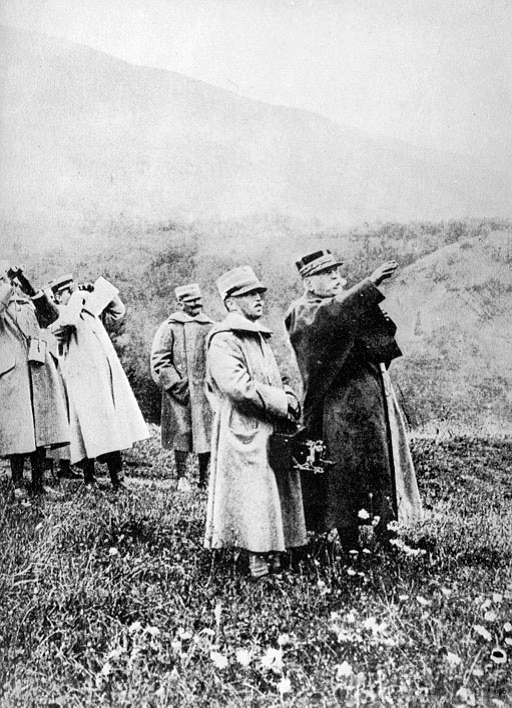
フランスのジョゼフ・ジョフル元帥と協商国の前線を視察するヴィットーリオ・エマヌエーレ3世。1916年

サラエボ事件でオーストリア＝ハンガリー帝国の皇位継承者フランツ・フェルディナント大公が暗殺され、第一次世界大戦が勃発した。しかし未回収のイタリア問題でオーストリアと関係が悪化していたことなどから、イタリアは参戦を見送って局外中立を宣言した。1915年以降に連合国から盛んに参戦を働きかけられると、国内や議会では参戦派と中立派に分かれて議論が巻き起こった。参戦派のサランドラ政権は未回収のイタリアを奪還する最大の好機と主張したが、国民の多くはオーストリア側に立って参戦しなかったことを不義理と考える向きがあり、また経済的に負担になるとの考えから反対派が主流であった。
論争の末にサランドラ首相の解任を議会が議決した際、ヴィットーリオ・エマヌエーレは議会決定を拒絶した。イタリアで国王が明確に政治介入を決定した最初の事例であるこの事件の後、イタリアは第一次世界大戦に参戦して（イタリア戦線）、伊墺国境の山岳地帯で激しい戦いを繰り広げることになった。戦争後半、オーストリアの脱落を恐れたドイツの参戦（カポレットの戦い）によって多くの死傷者が発生すると、中立派の政治家は国王を批判したが、国王は反論するよりも自ら前線を訪問して兵士達を激励する方を選んだ。国王の献身的な行為は民衆や兵士の支持を集め、カポレットの戦いの後に新たにアルマンド・ディアズ将軍とヴィットーリオ・エマヌエーレ・オルランド首相が国家指導を行ったことで最終的に連合国側が勝利を収めたことと相まって、その治世で最も深い尊敬を獲得した。

### ファシズム

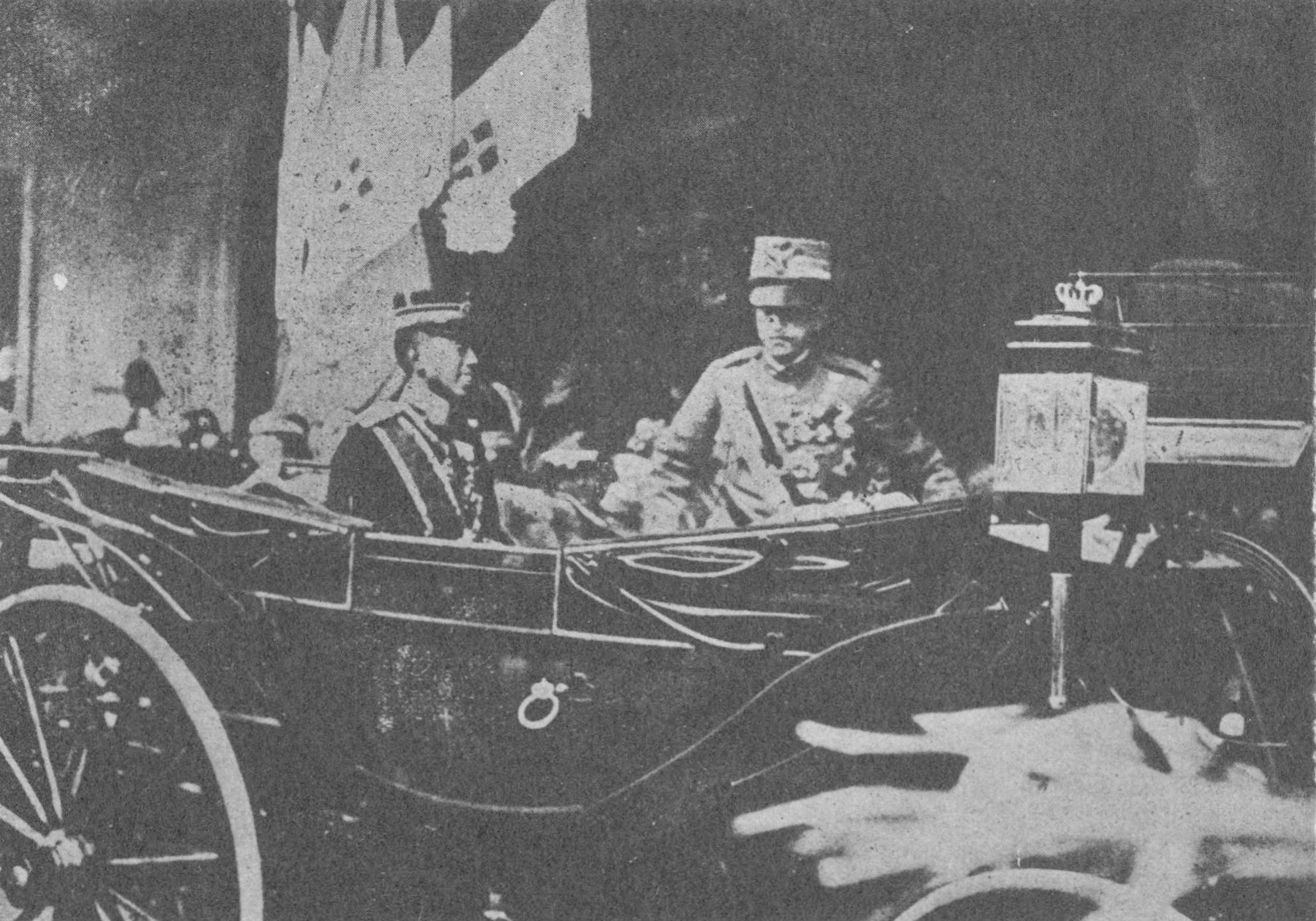
訪欧中の皇太子裕仁親王を出迎えるヴィットーリオ・エマヌエーレ3世。1921年

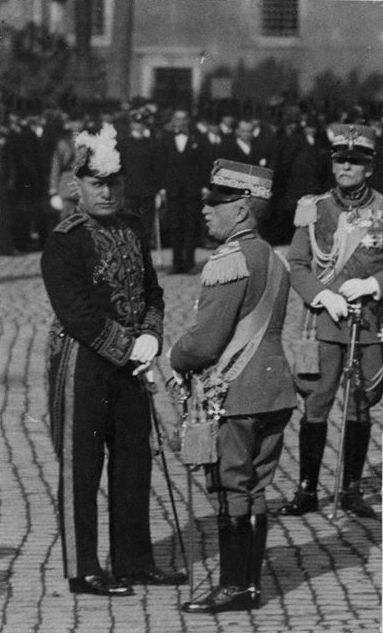
式典に出席するベニート・ムッソリーニとエマヌエーレ3世。1928年

第一次世界大戦で払った人的犠牲の結果、イタリアは南チロルとイストリアの回収に成功した。これは確かな収穫だったが、民族主義者はダルマチアなどの獲得がならなかったことに不満を抱き、また対価として失った人員と経済的負担は民衆にとって余りに重いものだった。労働者による暴動やストが各地で発生し、社会全体が不安定化していった。そんな中、復員兵や貴族からなる民族主義・国粋主義政党「ファシスト党」が地方で勢いを得つつあった。既に反動的な君主として行動することに躊躇のなかったヴィットーリオ・エマヌエーレ3世は、革命に対抗するため、このファシスト党の指導者ベニート・ムッソリーニに様々な協力を行うことにした。
1922年8月、ムッソリーニが武装したファシスト党の党員を引き連れて、首都ローマの占領を目指した進軍を開始（ローマ進軍）、ファクタ政権は戒厳令を発動して沈静化に当たろうとした。国王は軍事的な鎮圧は不可能として、戒厳令に拒否権を行使した。立場を失ったファクタ政権は崩壊し、首都を掌握したムッソリーニは国王の認可を得て新たな政権を組閣した。国王が軍事的な鎮圧を不可能としたことについては、多くの面で不自然であると見られている。事実、参謀総長を務めていたバドリオ元帥は積極的に軍事攻撃を主張して、烏合の衆に過ぎない民兵隊は容易に排除できると進言している。軍も国王に対して忠実で、ファシスト党の側でもローマ進軍が成功すると見ていた人物は少数派であった。権限を得たファシスト政権は程なく独裁的な政治を開始して、敵対する政治家の暗殺すら行ったが、国王はファシスト党の独裁を全く黙認した。
後に自伝でヴィットーリオ・エマヌエーレ3世は、内戦の危機を避けるにはファシスト党を用いるより仕方無かったと釈明したが、実際にはサランドラ元首相やアルマンド・ディアズ元帥ら軍・政府の保守派からの助言に基づいて、積極的にファシスト党の政策を後押ししていたと言われている。動機や状況がどうであれ、国王の行動はイタリアの民主制を決定的に否定する結末を生んだ。政治的指導の成否以前に、民主主義を冒涜したと後世で批判される所以でもある。一方で、ファシスト党は王が望んだように政治的安定と革命勢力の退潮をもたらしたのも事実である。無政府主義・共産主義革命が導く恐ろしい末路は、既にロシア革命と第一次世界大戦で示されていた。貴族や資本家にとって支援にたる政治的成果を挙げられる存在は、ファシスト政権のみであったのである。
1929年、ムッソリーニは国王代理としてラテラノ条約に署名した。これにより、教皇庁とサヴォイア家との長年の対立に終止符が打たれた。

### 第二次世界大戦
1938年3月30日、イタリア議会はムッソリーニとヴィットーリオ・エマヌエーレ3世の双方に第一元帥の称号を授与した。これは形式上、軍の最高指揮権を意味した。国王の後ろ盾で軍を指導下に置いたムッソリーニは、経済政策の破綻もあって侵略戦争に突き進み、アルバニア・エチオピアを併合した。両国の王位・帝位（アルバニア王、エチオピア皇帝）はヴィットーリオ・エマヌエーレ3世に委ねられ、それぞれの戴冠式が執り行われた。国王でありながら皇帝という地位は、イギリス王がインド皇帝を兼位していた事例を除けば珍しかった。華やかな称号の反面、ファシスト党の侵略政策がイタリア王家に支持されているという側面が強く打ち出された。人種法などナチスと同じく人種主義が政策に反映されても、国王のファシスト政権への支持は変わらなかった。
ムッソリーニの侵略政策は、第二次世界大戦にいまだ軍備が整わない状況下で参戦するという最悪の選択肢に至った。無策な戦争指導の結果としてリビアや東アフリカを失い、遂にはシチリア島にまで連合軍が迫る状態に追い込まれた。日に日に悪化する戦局にファシスト政権はもちろん、国王に対する反感も高まっていった。民衆の間では「質素な珈琲は香り高かった。しかし皇帝になって香りは薄れ、アルバニアを欲した時には香りは消えた」と国王を揶揄する歌が流行した。1943年、首都ローマへの爆撃が開始された。

### クーデターと引退
1943年7月24日、ディーノ・グランディ伯爵がムッソリーニの解任決議を提出すると、王国大評議会（国会）は圧倒的多数でこれを可決した。謁見に訪れたムッソリーニにヴィットーリオ・エマヌエーレ3世は冷淡な態度で接し、クーデター派による彼の解任と軟禁を後押しした。また新たな首相にバドリオ元帥を指名すると共に、アルバニア王とエチオピア皇帝の地位からの退位を宣言した。
とはいえ依然として国王とバドリオは戦争継続の意思は残し、前線で戦闘を続けさせながら水面下で連合国と休戦交渉に入った。しかし、1943年9月8日に双方の手違いから、アメリカ政府は一方的にイタリアが無条件降伏したと宣言、同時に国王は南部のブリンディシに国民を見捨てて逃亡してしまったため、軍の指揮系統は完全に麻痺してしまった。兵士は連合軍やドイツ軍に武装解除されるか、義勇兵として自主的に戦争を継続する道をそれぞれ選んだ。
ヴィットーリオ・エマヌエーレ3世が国民を見捨ててブリンディシに逃走したことは、戦後の反王党派運動を決定付けたが、止むを得ない行為だったとする意見も少なくない。事実、ドイツはムッソリーニがクーデターで失脚した直後から、国王の軟禁とムッソリーニの復権を検討していた。
南イタリアでヴィットーリオ・エマヌエーレ3世は、バドリオ元帥を首班に王国亡命政府を設立した。同国は9月12日にオーク作戦で救出されたムッソリーニの元、北部に成立したイタリア社会共和国と激しい戦いを繰り広げた。内戦の最中、全ての原因が自らの政治指導の結果にあると理解していたヴィットーリオ・エマヌエーレ3世は、政務を息子のウンベルト王太子に委ねて隠棲した。1944年6月4日のローマ解放をもって正式にウンベルトは摂政として実権を掌握した。
アレクサンドリア港攻撃における戦功によって、捕虜になったルイージ・ドゥランド・デ・ラ・ペンネは少佐へ昇進するとともに、ヴィットーリオ・エマヌエーレ3世から軍事上の勇敢さに対して授与されるイタリア最高の軍事勲章である武勇黄金勲章を授与された。大戦末期の1945年3月にターラントで授与式が行われたが、その際デ・ラ・ペンネに武勇黄金勲章を渡したのは、ウンベルト王太子の招待により出席した元「ヴァリアント」艦長モーガン中将であった。

### 退位後の余生
悲惨な大戦の後、戦後政権は国民に王政の是非を問う機運が高まり、1946年6月2日に国民投票が行われることが決まった。投票に先立つ同年5月9日、ヴィットーリオ・エマヌエーレ3世は正式に退位し、同日、ウンベルト王太子が第4代イタリア王ウンベルト2世として即位した。ファシスト政権を支援した過去の清算を意図した行為であったが、王政廃止の潮流を止めるに至らなかった。
6月2日に行われた国民投票の結果、賛成54%・反対46%で王政廃止が決定され、6月13日にウンベルト2世は退位、サヴォイア朝イタリア王国は崩壊した。国民投票はかなりの僅差であり、票操作の疑いがあるとして王党派から投票結果に異議を申し立てられたりしたが、結局国王一族は政府によって強制的に国外へ追放された。サヴォイア家はエジプト王国に亡命した。
結果的に祖父の王国を滅亡へと導いてしまったヴィットーリオ・エマヌエーレ3世は、1947年12月28日、失意の中アレクサンドリアで病没した。遺骸は同地の聖カタリナ大聖堂に葬られた。

## 死後
2017年12月17日、ヴィットーリオ・エマヌエーレ3世の遺骸はアレクサンドリアからトリノ近郊のヴィコフォルテ教会に移すためにイタリア空軍の軍用機で正式に送還され、2日早くフランスのモンペリエから移送されていた王妃エレナの側に改葬された。

## 家族
- 父：ウンベルト1世 - 第2代イタリア王
- 母：マルゲリータ - ジェノヴァ公女
- 妻：イェレナ - モンテネグロ王女

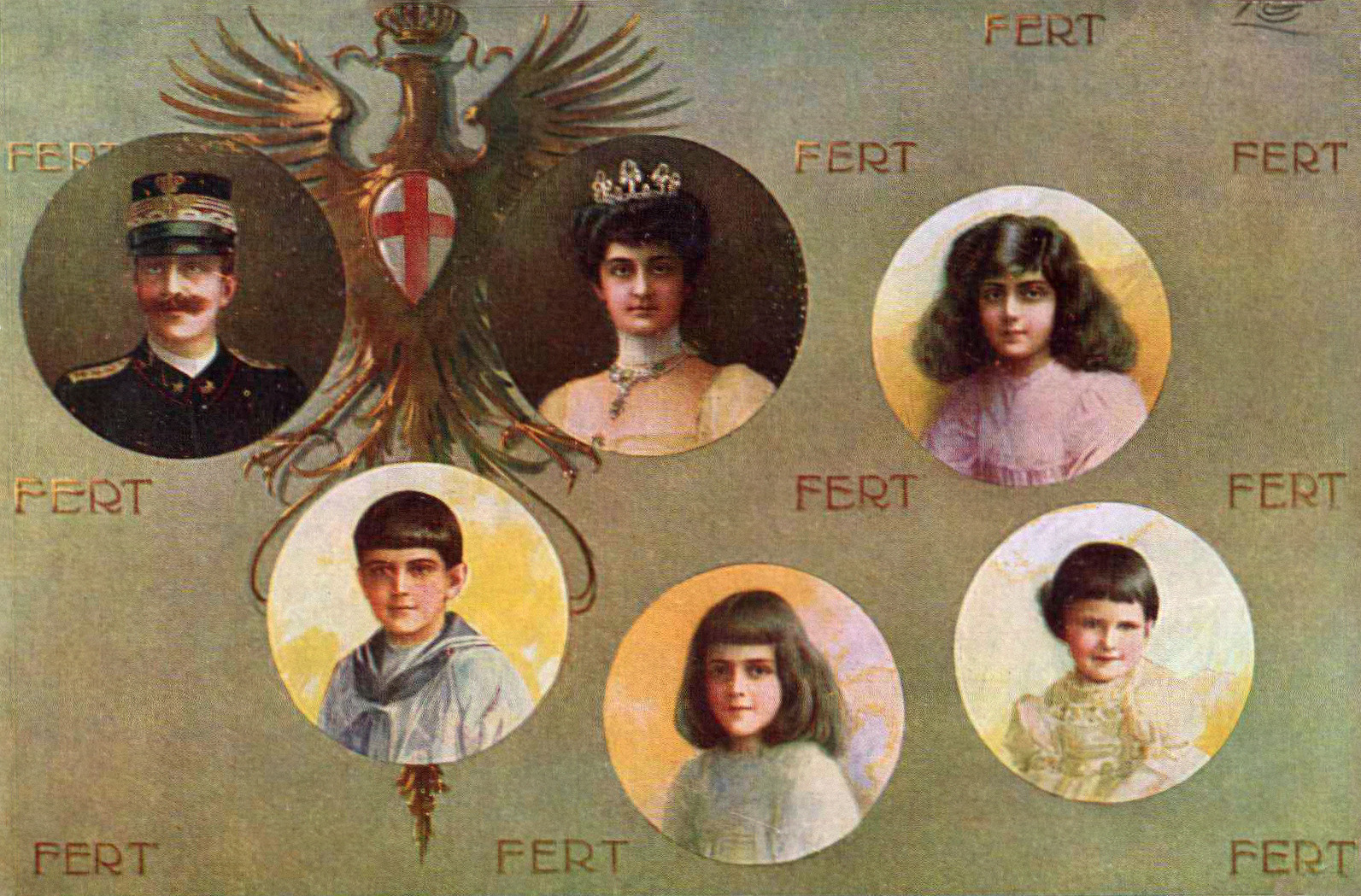
1915年の国王一家

  - 長女：ヨランダ・マルゲリータ（1901年 - 1986年） - ジョルジョ・カルロ・カルヴィ・ディ・ベールゴロ伯爵夫人
  - 次女：マファルダ（1902年 - 1944年） - ヘッセン＝カッセル方伯フィリップ夫人
  - 長男：ウンベルト2世（1904年 - 1983年） - 第4代イタリア王
  - 三女：ジョヴァンナ（1907年 - 2000年） - ブルガリア王ボリス3世妃
  - 四女：マリーア・フランチェスカ（1914年 - 2001年） - パルマ公子ルイジ夫人

## 称号

### 騎士団
- 団長
  - 聖ラザロ・モーリス騎士団総長（聖ラザロ騎士団、聖モーリス騎士団の後身）
  - 聖アンヌンツィアータ（聖なる受胎告知）騎士団総長
  - サヴォイア民衆騎士団総長
  - サヴォイア老兵騎士団総長
  - イタリア王立騎士団総長
  - イタリア植民者騎士団総長
  - ローマ騎士団総長
  - スカンデルベグ騎士団総長（アルバニア国王時代）
  - ベサ騎士団総長（アルバニア国王時代）
- 団員
  - 金羊毛騎士団団員
  - マルタ騎士団団員
  - ガーター騎士団団員
  - 聖ペーター騎士団団員（モンテネグロ）
  - 黒鷹騎士団団員（プロシア）
  - 白鷹騎士団団員（ポーランド）
  - 聖キリル・聖メトディウス騎士団団員

### 騎士団勲章
- マルタ騎士団勲章
- ラーチュプレーシス騎士団勲章（ラトビア）
- 塔と剣の騎士団勲章 (ポルトガル)

### 勲章
- ポーランド名誉国防勲章
- グエッラ・メリト十字勲章
- マウリッツ・メダル